# Бойка Дангова
Бойка Дангова е българска попфолк и фолклорна певица.

## Биография
Бойка Дангова е родена на 2 септември 1975 г. в град Пазарджик. Запазва истинското си име по време на музикалната си кариера, а не използва псевдоним, характерен за повечето изпълнители от този жанр. Завършва музикалното си образование в Разград със специалност гъдулка. През годините на музикалната си кариера взима участие в редица концерти и фестивали, по-значими от които са „Пирин фолк“ и изнасянето на самостоятелен концерт в „Зала Универсиада“ през 2000 г. За кратко време е рекламно лице на държавната лотария. Понастоящем е солистка на Ансамбъла на въоръжените сили.

## Дискография

### Студийни албуми
- 1997 – „С обич за теб“
- 1998 – „Хей, не тъгувайте“
- 1998 – „Шепот на пари“
- 1999 – „Вярвам, има любов“
- 1999 – „Дуетът“, дуетен с Илиян Михов
- 2019 – „Лек от времето“

## Награди
- 1999 – Първо място за песента „Първата любов“ – фестивал „Златният Мустанг“
- 1999 – Второ място за песента „Зайди, зайди, ясно слънце“ – фестивал „Златният Мустанг“
- 2002 – Специална награда на фестивала „Студентско лято“ в град Маглай, Босна и Херцеговина
- 2018 – Награда на слушателите на Радио „Благоевград“
- 2018 – Първа награда на публиката за песента „Горо ле, горо зелена“ – „Пирин фолк“